# Simaba monophylla
Simaba monophylla là một loài thực vật có hoa trong họ Thanh thất. Loài này được (Oliv.) Cronquist miêu tả khoa học đầu tiên năm 1944.